# Tunelul Rômont
Tunelul Rômont (denumit uneori și Tunelul Modave) este un tunel feroviar de pe calea ferată 126 Statte–Ciney, situat în satul Rômont din comuna belgiană Modave. Tunelul are o lungime de circa 105 metri și este poziționat la kilometrul feroviar 48+065 al fostei linii.
Tunelul Rômont traversează o culme stâncoasă a cărei bază este mărginită de un meandru al pârâului Bonne. Spre deosebire de tunelurile Huy-Sud și Duresse de pe aceeași linie, gabaritul tunelului Rômont nu permite decât montarea unui singur fir de cale ferată.
Pe 11 noiembrie 1962, serviciul de călători pe secția Huy-Sud – Ciney a fost desființat, iar traficul transferat pe rețeaua rutieră, prin intermediul autobuzelor. În 1965, întreaga secție Marchin – Clavier, pe care se afla tunelul, a fost desființată.

## Reconversie
În 1995, guvernul valon a înscris programul RAVeL în declarația sa de politică regională. Programul prevede crearea unei rețele de „căi lente” pentru cicliști și pietoni, propunând ca trasee fostele drumuri de halaj și terasamentele liniilor de cale ferată dezafectate. Pe 14 august 2007 a fost emis certificatul de urbanism pentru proiectul „« La Traversine » Ciney – Havelange – Uzinele TDM de la Marchin”, de transformare a secțiunii Ciney–Marchin în pistă de biciclete a rețelei RAVeL, iar lucrările au fost executate între anii 2008-2010. În cadrul lucrărilor, un sistem de iluminat de tip LED a fost instalat în tunelul Rômont.
Între 23 iulie și 29 august 2021, fotografii ale artistei belgiene Layla Saâd au fost expuse în tunelul Rômont, în cadrul celei de-a zecea ediții a Bienalei de fotografie în Condroz.